# 女神遊樂廳
女神游乐厅（法語：Folies Bergères）是法國巴黎的一家咖啡馆-音乐厅，位于第九区。它在1890年代至1920年代达到其鼎盛时期，与黑猫夜总会齐名。它于1869年以的名字开张，三年后改为现名。演出以华丽的服装、堂皇的排场以及异域风情著名，并时有裸体表演。十九世紀法國畫家马奈的名作《女神游乐厅的吧台》即以该咖啡厅为背景。
劇院外觀在1926年經過重建，新的外觀由藝術家莫里斯·皮科（Maurice Pico）所設計，採用了裝飾風藝術作為主要設計風格，同時期的其他巴黎劇院也常採用裝飾風藝術的設計。

## 外部連結
- Folies Bergère official site（页面存档备份，存于）